# Footwork FA13
O FA13/FA13B é o modelo da Footwork das temporadas de 1992 e 1993 da Fórmula 1. Condutores: Michele Alboreto,
Aguri Suzuki e Derek Warwick.

## Resultados[1][2]
(legenda) 
| Ano  | Chassi | Motor                    | Pneus | N° | Pilotos          | 1   | 2   | 3   | 4   | 5   | 6   | 7   | 8   | 9   | 10  | 11  | 12  | 13  | 14  | 15  | 16  | Pontos | Posição |  |
| ---- | ------ | ------------------------ | ----- | -- | ---------------- | --- | --- | --- | --- | --- | --- | --- | --- | --- | --- | --- | --- | --- | --- | --- | --- | ------ | ------- |  |
|      |        |                          |       |    |                  |     |     |     |     |     |     |     |     |     |     |     |     |     |     |     |     |        |         |  |
|      |        |                          |       |    |                  | RSA | MEX | BRA | ESP | SMR | MON | CAN | FRA | GBR | GER | HUN | BEL | ITA | POR | JPN | AUS |        |         |  |
| 1992 | FA13   | Mugen-Honda MF-351H V10  | G     | 9  | Michele Alboreto | 10  | 13  | 6   | 5   | 5   | 7   | 7   | 7   | 7   | 9   | 7   | Ret | 7   | 6   | 15  | Ret | 6      | 7°      |  |
| 1992 | FA13   | Mugen-Honda MF-351H V10  | G     | 10 | Aguri Suzuki     | 8   | NQ  | Ret | 7   | 10  | 11  | NQ  | Ret | 12  | Ret | Ret | 9   | Ret | 10  | 8   | 8   | 6      | 7°      |  |
|      |        |                          |       |    |                  |     |     |     |     |     |     |     |     |     |     |     |     |     |     |     |     |        |         |  |
|      |        |                          |       |    |                  | RSA | BRA | EUR | SMR | ESP | MON | CAN | FRA | GBR | GER | HUN | BEL | ITA | POR | JPN | AUS |        |         |  |
| 1993 | FA13B  | Mugen-Honda MF-351HB V10 | G     | 9  | Derek Warwick    | 7   | 9   |     |     |     |     |     |     |     |     |     |     |     |     |     |     | 01 (4) | 9°      |  |
| 1993 | FA13B  | Mugen-Honda MF-351HB V10 | G     | 10 | Aguri Suzuki     | Ret | Ret |     |     |     |     |     |     |     |     |     |     |     |     |     |     | 01 (4) | 9°      |  |

↑1  Do GP da Europa em diante utilizou o FA14 marcando 4 pontos (totais) e o 9º lugar nos construtores.